# Chworostianka (obwód samarski)
Chworostianka (ros. Хворостянка) – wieś (sieło) w Rosji, w obwodzie samarskim, ośrodek administracyjny rejonu chworostiańskiego. W 2010 liczyła 5161 mieszkańców.

## Urodzeni
- Oleg At´kow – radziecki kosmonauta.